# Farnham (Nowy Jork)
Farnham – wieś w Stanach Zjednoczonych, w stanie Nowy Jork, w hrabstwie Erie.